# Debrecen Gladiators
A Gladiators amerikaifutball-csapat Debrecen és Szolnok városának amerikaifutball-csapata, mely a 2004-ben alapított Debrecen Gladiators és a 2005-ben alapított Szolnok Soldiers együttesének együttműködéséből jött létre. A két klub 2013-ban az U19 csapatok szintjén kezdte együttműködését, és 2015-ben indultak először közösen a felnőtt bajnokságban – ebben az évben a MAFL Divízió II bajnokai lettek. A Debrecen Gladiators Amerikaifutball Egyesület 2014 májusában kilépett a Magyar Amerikai Futball Szövetség(MAFSZ) tagjai közül, az egyesült csapat a Szolnoki Honvéd Sportegyesület részeként működött tovább.
Később, 2016 decemberében Gladiators Sportegyesület néven újra belépett a MAFSZ tagjai közé.
2018 novemberében a DEAC szakosztálya lett, és felvette a DEAC Gladiators nevet.
A Gladiators az egyetlen csapat, amely minden évben nevezett a magyar bajnokságba.

## Debrecen Gladiators
A Gladiators Amerikai futball Klub 2004-ben jött létre, debreceni fiatalok valamint a belga állampolgárságú Trabelsi Karim kezdeményezésére. A klub 2005 óta egyesületként működik debreceni székhellyel. Annak megalapítása óta elnöke: Nagy László. A Debrecen Gladiators a magyar amerikai futball, kezdetektől meghatározó, a Divízió I-ben szereplő csapata. A legelső megrendezésre kerülő Hungarian Bowl döntőjét, a Debrecen Gladiators játszotta a Budapest Wolves ellen 2005. november 11-én Budapesten. A Gladiators, Junior csapata mellett Cheerleader Team-el, valamint kitűnő és országos összehasonlításban a legnagyobb szurkolói táborral rendelkezik.

## A Debrecen Gladiators főbb eredményei
- 2005 - I. Hungarian Bowl - Ezüstérem
- 2006 - II. Hungarian Bowl - Ezüstérem
- 2006 - I. Blue Bowl - Ezüstérem
- 2007 - III. Hungarian Bowl - Ezüstérem
- 2015 - Duna Bowl - Aranyérem
- 2016 - Pannon Bowl - Ezüstérem